# Синдицированный кредит
Синдици́рованный креди́т (англ. syndicated loan) — кредит, предоставляемый заёмщику по меньшей мере двумя кредиторами (синдикатом кредиторов), участвующими в данной сделке в определённых долях в рамках, как правило, единого кредитного соглашения.

## Основные особенности
- Объём. В результате синдицирования заёмщик получает весьма крупные суммы (от 10 млн до миллиардов долл. США[1]), которые банки обычно не дают в кредит единовременно одному заёмщику.
- Условия. Все условия кредита, в том числе права и обязанности кредиторов и заёмщика, изложены в единой многостраничной документации по английскому праву, подписываемой всеми сторонами.
- Срок.  Как правило, сроки синдицированных кредитов составляют от 6 месяцев до 3 лет, иногда достигая 10 — 15 лет (для проектного финансирования[2]).
- Время подготовки. Как правило, срок структурирования сделки и подготовки документации составляет 1,5 — 2 месяца для участников рынка и около 3 месяцев для новых участников.
- Особые условия. Синдицированные кредиты, в отличие от стандартных банковских кредитов, предполагают наличие специальных финансовых и других ковенантов (обязательств), нарушение которых может повлечь за собой требование кредиторов о досрочном погашении кредита.

## Виды синдицированных кредитов
В соответствии с методикой определения синдицированных кредитов, изложенной в Приложении 4 к Инструкции Банка России от 03.12.2012 № 139-И (ранее аналогичное определение содержалось в Приложении 4 к Инструкции ЦБ РФ от 16.01.2004 N 110-И (ред. от 08.11.2010), утратившей силу с 01.01.2013), ЦБ РФ различает следующие виды синдицированных кредитов.
К совместно инициированному синдицированному кредиту относится совокупность отдельных кредитов, предоставленных кредиторами (участниками синдицированного кредита или синдиката) одному заёмщику, если в условиях каждого из договоров по предоставлению кредита, заключённых между заемщиком и кредиторами, указано, что:
- срок погашения обязательств заёмщика перед кредиторами и величина процентной ставки идентична для всех договоров;
- каждый кредитор обязан предоставить денежные средства заёмщику в размере и на условиях, предусмотренных отдельным двухсторонним договором;
- каждый кредитор обладает индивидуальным правом требования к заёмщику согласно условиям заключённого двухстороннего договора, и, соответственно, требования к заёмщику по возврату полученных денежных сумм носят индивидуальный характер и принадлежат каждому конкретному кредитору в размере и на условиях, предусмотренных заключёнными договорами;
- все расчёты по предоставлению и погашению кредита производятся через кредитную организацию, которая может одновременно являться кредитором (участником синдиката), исполняющую агентские функции (банк-агент);
- банк-агент действует от лица кредиторов на основании многостороннего соглашения, заключённого с кредиторами, которое содержит общие условия предоставления заёмщику синдицированного кредита (общий размер кредита и доли участия каждого банка, величину процентной ставки, срок погашения кредита), а также определяет взаимоотношения между кредиторами и банком-агентом.

К индивидуально инициированному синдицированному кредиту относится кредит, предоставленный банком (первоначальным кредитором) от своего имени и за свой счёт заёмщику, права требования (их часть) по которому впоследствии уступлены первоначальным кредитором третьим лицам (банки — участники синдиката) при выполнении следующих условий:
- доля каждого банка — участника синдиката в совокупном объёме приобретаемых ими прав требования к заёмщику определяется соглашениями между банками — участниками синдиката и первоначальным кредитором и фиксируется в каждом отдельном договоре об уступке прав требования, заключённом между первоначальным кредитором и банком — участником синдиката;
- порядок действий банков — участников синдиката в случае неплатёжеспособности заёмщика, в том числе обращения взыскания на залог, иное обеспечение по кредиту в случае наличия такового определён многосторонним договором.

К синдицированному кредиту без определения долевых условий относится кредит, выданный банком — организатором синдицированного кредитования заёмщику от своего имени в соответствии с условиями заключённого с заёмщиком кредитного договора, при условии заключения банком — организатором синдиката кредитных договоров с третьими лицами, в которых определено, что указанные третьи лица:
- обязуются предоставить банку — организатору синдиката денежные средства не позднее окончания операционного дня, в течение которого банк — организатор синдиката обязан предоставить заёмщику денежные средства в соответствии с условиями кредитного договора в сумме, равной или меньшей суммы, предоставляемой в этот день банком — организатором синдиката заёмщику;
- вправе требовать платежей по основному долгу, процентам, а также иных выплат в размере, в котором заёмщик исполняет обязательства перед банком — организатором синдиката по предоставленному ему банком кредиту, не ранее момента реального осуществления соответствующих платежей.

Кредиты не относятся к синдицированным без определения долевых условий, если соглашение между банком и третьим лицом предусматривает условие о предоставлении банком обеспечения по полученным от третьего лица денежным средствам или если банк осуществляет платежи по основному долгу, процентам и иным выплатам третьему лицу до момента реального исполнения заёмщиком соответствующих обязательств.